# Loren Rowney
Loren Rowney (Johannesburg, 14 oktober 1988) is een Australische voormalige wielrenster. Ze won diverse etappes in met name Franse rittenkoersen als de Route de France, Tour de l'Ardèche en Trophée d'Or. Ze reed vier jaar voor het succesvolle team Specialized-lululemon en diens opvolger Velocio-SRAM. In 2016 en 2017 kwam ze uit voor Orica-AIS, maar eind januari 2017 beëindigde ze haar carrière.
Rowney kwam in de Drentse 8 van Dwingeloo van 2015 in de sprint ten val door de hand van een toeschouwer en brak hierdoor haar sleutelbeen. In 2016 schreef ze in een van haar blogs over haar worsteling met depressie.
In 2018 keert Rowney terug in het peloton in de begeleiding van het Britse Drops Cycling Team.

## Palmares
2012
- 6e etappe Route de France
- 2e etappe Women's Tour of New Zealand

2013
- 5e etappe Gracia Orlová
- 4e etappe Tour du Languedoc-Roussillon
- 1e etappe (TTT) Lotto-Belisol Belgium Tour

2014
- 3e etappe Tour de l'Ardèche

2015
- 4e etappe Route de France
- 5e etappe Trophée d'Or

2016
- 2e etappe Tour de Feminin - O cenu Českého Švýcarska

Becker · Brennauer · Colclough · Fahlin · Hosking · Hughes · Neben · Rowney · Stacher · Stevens · Teutenberg · Van Dijk · Worrack
Brennauer · Carleton · Colclough · Rowney · Small · Stacher · Stevens · Teutenberg · Van Dijk · Wiles · Worrack
Blaak · Brennauer · Canuel · Cromwell · Delzenne · Rowney · Small · Stacher · Stevens · Wiles · Worrack
Amialiusik · Brennauer · Canuel · Cromwell · Delzenne · Guarischi · Kröger · Rowney · Wiles · Worrack
Allen · Crooks · Elvin · Garfoot · Manly · McConville · Neylan · Rowney · Roy · Spratt · Stewart · Van Vleuten · Wiles · Williams
Allen · Baker · Crooks · Elvin · Garfoot · Manly · Neylan · Rowney · Roy · Spratt · Van Vleuten · Williams